# Mama wird 100 Jahre alt
Mama wird 100 Jahre alt ist eine 1978 entstandene, spanisch-französische Dramödie mit satirischen Untertönen von Carlos Saura. In den Hauptrollen spielen Geraldine Chaplin, Amparo Muñoz, Fernando Fernán Gómez und Rafaela Aparicio in der Titelrolle.

## Handlung
Um Mamas 100. Geburtstag zu feiern, trifft sich eine spanische Großfamilie im familieneigenen Landhaus. Auch Ana, die mit Antonio verheiratet ist, trifft ein. Ana hatte hier vor vielen Jahren als Kindermädchen gearbeitet. Hinter der Fassade allgemeiner Zutraulichkeit und Höflichkeit brodeln bitterböse Realitäten, denn viele Dinge haben sich hier bei den Familienmitgliedern geändert: José starb vor drei Jahren, Juan hat seine Frau Luchi verlassen, und nur der Flugdrachen-begeisterte Fernando lebt noch bei seiner hochbetagten Mutter. Die kleinen Mädchen, auf die Ana einst aufpassen musste, sind längst den Kinderschuhen entwachsen. 
Ana muss als Beobachterin feststellen, dass diese Familie längst in ihre Einzelteile zerfallen ist und die verlassene Luchi das Geld der fülligen und kaum mehr bewegungsfähigen Matriarchin veruntreut hat. Als ihr Ex Juan zur Jubelfeier eintrifft, treten die tiefsten Abgründe unter den Familienmitgliedern endgültig zu Tage: Gemeinsam mit Fernando und Luchi plant er nicht weniger, als die langlebige Alte umzubringen, um endlich an das Erbe heranzukommen. Und aus Ana, der Beobachterin und ehemaligen Gouvernante, wird nun bald auch eine Leidtragende: Ihr Gatte Antonio beginnt nämlich eine Liebelei mit Natalia, einem weiteren Familienmitglied.

## Produktionsnotizen
Der Film entstand 1978 in Torrelodonos und erlebte seine Uraufführung am 17. September 1979 im Rahmen des Film Festivals in San Sebastián. Die deutsche Erstaufführung von Mama wird 100 Jahre alt fand am 19. Mai 1980 in der ARD statt.

## Auszeichnungen
Der Film fand im In- und Ausland große Beachtung. Neben einer Oscar-Nominierung in der Kategorie Bester nicht-englischsprachiger Film erhielt Mama wird 100 Jahre alt den heimischen CEC-Preis der spanischen Autoren-Vereinigung Círculo de Escritores Cinematográficos, den Sant Jordi-Filmpreis für Mama-Darstellerin Rafaela Aparicio und für Regisseur Saura den Spezialpreis der Jury des San Sebastián-Filmfestivals.

## Kritiken
Carlos Aguilar erinnerte daran, dass dieser Film in die Personenwelt von Anna und die Wölfe zurückkehre, diesmal aber „eine tragikomische Perspektive“ gewählt habe.
Im Lexikon des Internationalen Films heißt es: „Saura spiegelt den aktuellen Veränderungsprozeß in Spaniens Staat und Gesellschaft in einer Art Fortsetzung seines Films ‚Anna und die Wölfe‘, die zwar satirisch eingefärbt ist, aber eine entkrampfte, fast liebevolle Zuneigung zu ihrem Thema zeigt. Trotz der üblichen Symbolismen ein vergleichsweise zugänglicher Film des Spaniers.“